# Augochloropsis anesidora
Augochloropsis anesidora är en biart som först beskrevs av Doering 1875.  Augochloropsis anesidora ingår i släktet Augochloropsis och familjen vägbin. Inga underarter finns listade.